# Виктория (мать императора Викторина)
Виктория (также известна как Витрувия) — мать императора Галльской империи Марка Пиавония Викторина.
О молодости Виктории достоверных сведений нет. Она жила в эпоху кризиса Римской империи III века, сопровождавшегося нестабильностью центральной власти, внешними войнами и временной утратой Римом ряда провинций. В 260 г. от Римской империи откололись провинции Галлии, Иберии, Британии и Германии и объединились в отдельное государство. Сын Виктории Викторин стал третьим императором (269—270 гг.) после Постума и Мария. Однако он правил недолго и в начале 271 г. был убит своим офицером Аттитианом.
Виктория пользовалась влиянием в войсках Галльской империи и использовала его, чтобы обожествить своего сына и выбрать ему преемника. Вначале императором был провозглашён Викторин Младший, но его быстро убили солдаты. Тогда, подкупив войска, Виктория добилась того, чтобы следующим императором стал наместник провинции Аквитания Тетрик.
После провозглашения императором Тетрика Виктория умерла, но сведения об этом ненадёжны.
Противоречивая книга «История Августов» относит Викторию к т. н. «Тридцати тиранам».